# Lago Témpanos
El Lago Témpanos es un lago perteneciente a la Región de Aysén, en la zona austral de Chile. Se hizo conocido en junio de 2007 cuando se supo que el agua del lago había desaparecido.
El lago, que volvió a aparecer después de un tiempo, está ubicado ligeramente al norte del límite que divide a Aysén y Magallanes, entre el Glaciar Bernardo y el Glaciar Témpano.

## Desaparición
La desaparición del lago, que dejó una zanja de unos 30 metros de profundidad, fue descubierta en mayo de 2007 por un grupo de funcionarios de la Corporación Nacional Forestal (CONAF), que estaba a cargo de un proyecto de conservación del huemul. Los témpanos que daban el nombre al lago aún se encontraban, varados en el lecho seco.
La CONAF informó una superficie del lago en los primeros momentos de entre diez y veinte hectáreas, aunque luego se llegó a diez kilómetros cuadrados. El lago era alimentado desde un glaciar cercano por el Río Caudaloso, de unos 8 kilómetros de largo y 40 metros de ancho.  Había sido visitado periódicamente por años, debido al programa de conservación del Huemúl, siendo la última vez observado durante marzo de 2007, momento en el que el lago y el río tenían sus proporciones normales.
CONAF envió dos expediciones científicas a principios de julio de 2007 para estudiar la desaparición, durante las cuales se comprobó que el lago comenzaba lentamente a recuperarse.
Expertos aseguraron que aunque no ocurre todos los días, la desaparición de un lago no es tan inusual, y pueden ser causadas por erupciones volcánicas o movimientos sísmicos, avalanchas o movimientos de hielo, que provocan un rebalse del lago, lo que corroe el dique natural.